# شان ویپوند
شان ویپوند (انگلیسی: Shaun Vipond؛ زادهٔ ۲۵ دسامبر ۱۹۸۸) بازیکن فوتبال اهل بریتانیا است.
از باشگاه‌هایی که در آن بازی کرده‌است می‌توان به باشگاه فوتبال وورکینگتون ای. اف. سی، باشگاه فوتبال بلیث اسپارتانس، باشگاه فوتبال اوسترشوندس، و باشگاه فوتبال کارلایل یونایتد اشاره کرد.